# Rugievit
Rugievit war eine lokale Gottheit der Ranen auf der Insel Rügen, er wurde als Kriegsgott verehrt. Ihm wurden zehn Prozent der Kriegsbeute geopfert. Das Heiligtum befand sich in der Burg von Charenza, die nach neuester Forschung mit dem Burgwall von Venz bei Gingst identifiziert wurde.
Der altdänische Geschichtsschreiber Saxo Grammaticus beschrieb das Heiligtum folgendermaßen:

... Das größere Heiligtum lag in der Mitte seines Umgangs, aber beide (Heiligtum und Umgang) waren statt durch Wände durch Vorhänge abgeschlossen, das spitze Dach ruhte nur auf Säulen. Die Beauftragten konnten daher nach dem Herunterreißen des Vorhallenschmuckes gleich zu den Vorhängen des inneren Heiligtums greifen. Als auch diese gefallen waren, zeigte sich das eicherne Götzenbild, das den Namen RUGIEVIT führte, von allen Seiten in ganz abscheulicher Entstellung. Denn von den Schwalben, die unter dem Rande des Kopfes ihre Nester gebaut hatten, war der Kot immerfort auf die Brust des Bildes heruntergeträufelt. Eine schöne Gottheit, deren Bild so greulich von den Vögeln geschändet wird! Im übrigen hatte der Kopf sieben menschliche Gesichter, die alle von einem Scheitel überdeckt wurden. Ebenso viele richtige Schwerter, in Scheiden an einem Gürtel hängend, hatte der Künstler an seine Seite getan. Das achte hielt er gezückt in seiner Rechten. ... Die Maße des Bildes gingen über Menschenmaß hinaus.